# 10127 Fröjel
10127 Fröjel là một tiểu hành tinh vành đai chính với chu kỳ quỹ đạo là 1199.2741194 ngày (3.28 năm).
Nó được phát hiện ngày 21 tháng 3 năm 1993.